# پرایتور

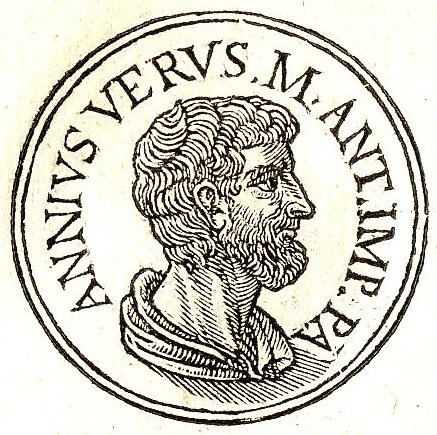
مارکوس انیوس ورسوی پرایتور برجسته و پدر امپراتور مارکوس اورلیوس

پرایتور (به لاتین: Praetor) یک مقام کلانتری در روم باستان بود.
شش پرایتور از میان مردانی با حداقل ۳۹ سال سن انتخاب می‌شدند (با اصلاحات آگوستوس این سن حداقل به ۳۰ سال کاهش یافت). آنان در درجه نخست مسئولیت‌های قضائی در روم داشتند، و همچنین می‌توانستند ارتش‌های ایالتی را هدایت کرده و دادگاه‌ها را ریاست نمایند. معمولاً آنان به همراه کنسول‌ها در مجمع چنتوراتا کاندیدا می‌شدند. پس از آنکه انتخاب می‌شدند، به آنان از سوی مجمع، ایمپریوم∗ یا «اقتدار عالیه» اعطا می‌شد. در غیاب دو کنسول از شهر، پرایتورِ شهریْ روم را اداره، و نشست سنا و دیگر مجامع رومی را ریاست می‌کرد. تا زمانی که پرایتورها دارای ایمپریوم یا «اقتدار عالیه» بودند، می‌توانستند یک ارتش را فرماندهی کنند.

## یادداشت
^ . Imperium